# Le Fenouiller
Le Fenouiller is een gemeente in het Franse departement Vendée (regio Pays de la Loire) en telt 3213 inwoners (1999). De plaats maakt deel uit van het arrondissement Les Sables-d'Olonne en ligt in het noorden aan de Golf van Biskaje.

## Geografie
De oppervlakte van Le Fenouiller bedraagt 17,8 km², de bevolkingsdichtheid is 180,5 inwoners per km².
De onderstaande kaart toont de ligging van Le Fenouiller met de belangrijkste infrastructuur en aangrenzende gemeenten.

## Demografie
Onderstaande figuur toont het verloop van het inwonertal (bron: INSEE-tellingen).

1. ↑  Populations de référence 2022.